# Cosmographiae introductio
La Cosmographiae introductio va ser un llibre publicat el 1507 per acompanyar el mapamundi mural de Martin Waldseemüller Universalis Cosmographia, i que va ser on va aparèixer el nom d'«Amèrica» imprès per primera vegada. Es tracta d'un petit llibre de cinquanta-dos fulles que té com títol complet Cosmographiae Introductio compliment quibusdam geometriae ac Astronomiae principiis ad EAM rem necessariis. Insupera quatuor americi Vespucii navigation. Universalis Cosmographiae Descriptio també in solgut quam pla, eis etiam insertis, quae Ptholomaeo ignota a nuperis repertori sunt, del qual es van fer almenys quatre edicions a Saint-Dié després de la primera de 1507 

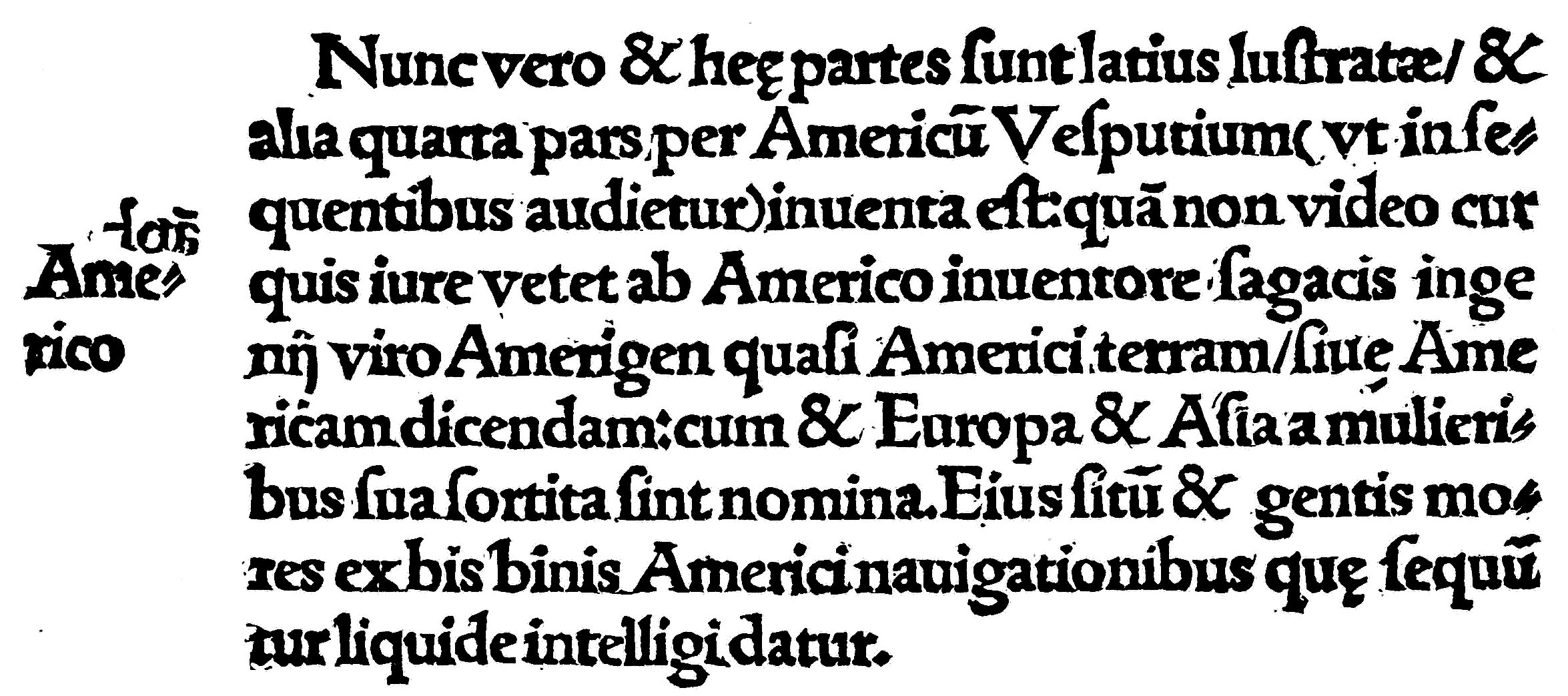
Tros de la pàgina de l'edició de 1507 (setembre) de la Cosmographiae introductio en la qual es proposa el nom d'Amèrica per al Nou Món. Des de narrativa i la història crítica d'Amèrica, Volum 2 de Justin Winsor

Universalis Cosmographia (mapa de 1507)

Consta de dues parts. A la primera, els seus autors, Vautrin Lud, Nicolas Lud, Mathias Ringmann, Martin Waldseemüller i Jean Basin, expliquen la necessitat de reeditar i revisar la  Geographia  de Ptolemeu. És aquí on proposen batejar el nou continent amb el nom d'«Amèrica» en homenatge a Amerigo Vespucci: «i jo no veig res que ens impedeixi anomenar-la, raonablement, Terra d'Amerigo, pel nom del seu genial descobridor, o simplement Amèrica, ja que també Europa i Àsia han rebut el seu nom de dones».
La segona està dedicada a la traducció al llatí, feta per Jean Basin, dels quatre viatges d'Amerigo Vespucci, obra de dubtosa autoria. Waldseemüller reconeix d'aquesta manera la contribució del navegant i cartògraf florentí en la concepció del Nou Món com un continent separat d'Àsia.
El mapa es compon "de dotze seccions impreses de gravats en fusta amb tipus de metall combinat, cadascuna mesura 18 x 24,5 polzades (46 x 62 cm). Les dotze seccions s'uneixen per a formar una matriu de quatre columnes per tres files. S'utilitza una modificació de la projecció coniforme de Ptolemeu amb meridians corbs per representar tota la superfície de la Terra.